# Gigantochloa hosseusii
Gigantochloa hosseusii är en gräsart som först beskrevs av Pilg., och fick sitt nu gällande namn av To Quyen Nguyen. Gigantochloa hosseusii ingår i släktet Gigantochloa och familjen gräs. Inga underarter finns listade i Catalogue of Life.